# Lutherische Kirche (Neustadtgödens)

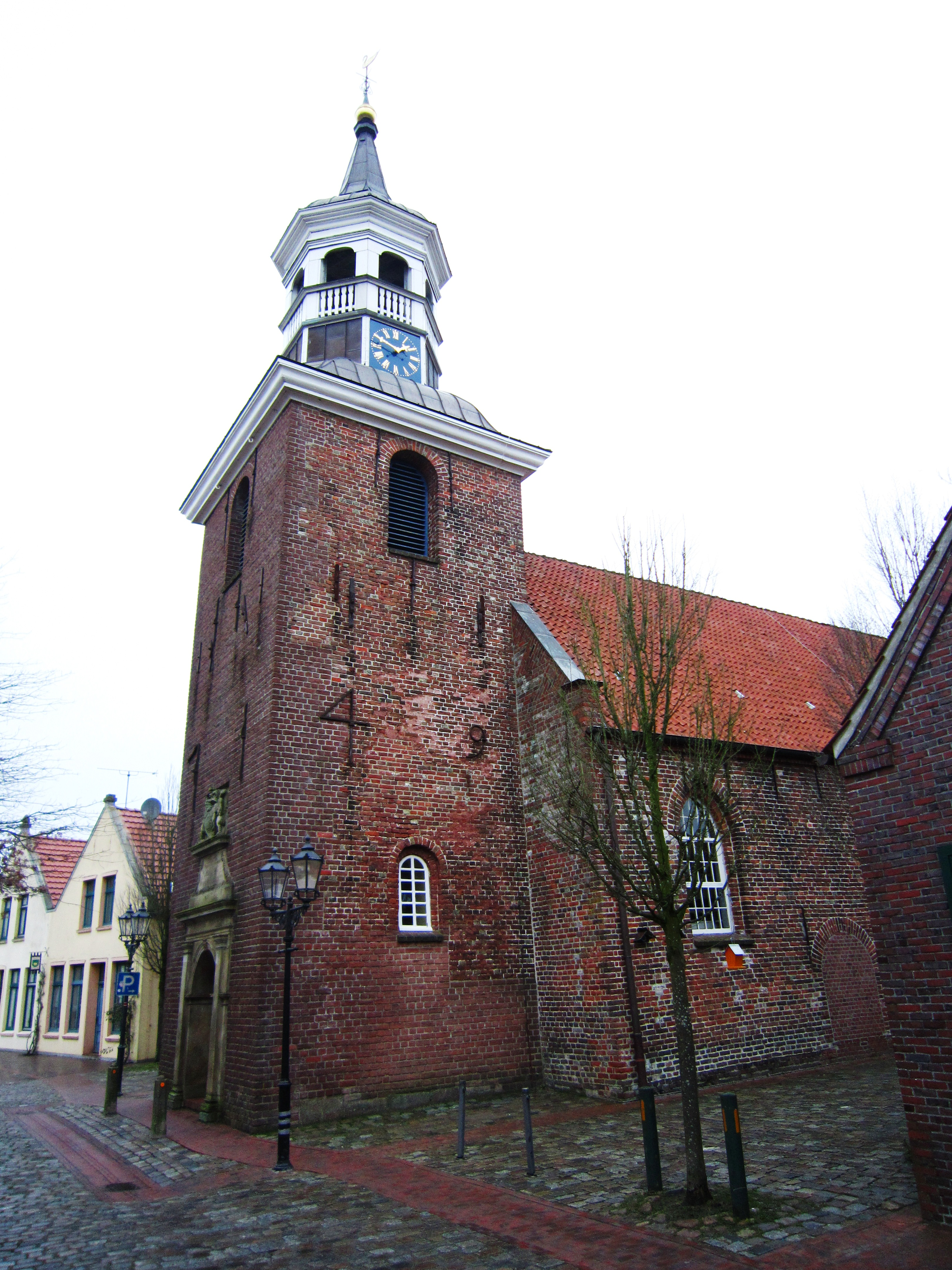
Lutherische Kirche

Die Lutherische Kirche steht in Neustadtgödens, einem Ortsteil der Gemeinde Sande im Landkreis Friesland in Niedersachsen. Die Kirchengemeinde gehört zum Kirchenkreis Harlingerland im Sprengel Ostfriesland-Ems der Evangelisch-lutherischen Landeskirche Hannovers.

## Geschichte
Mit der Zuwanderung aus dem lutherischen Jeverland, Oldenburger Land und später auch Ostfriesland stellten die Lutheraner bereits Ende des 17. Jahrhunderts über die Hälfte der Bevölkerung in dem zur reformierten Kirche gehörenden Neustadtgödens. Durch die Toleranz der Herren von Gödens entwickelte sich der Ort zu einer Freistatt für fünf verschiedene Glaubensgemeinschaften. Neben den ursprünglich reformierten Einwohnern lebten hier Menschen lutherischen, katholischen, mennonitischen und jüdischen Glaubens. Innerhalb von nur fünfzig Jahren entstanden fünf Gotteshäuser. 1695 erhielten die Lutheraner als erste Glaubensgemeinschaft die Genehmigung, eine eigene Kirche zu bauen, was jedoch gegen den Augsburger Reichs- und Religionsfrieden verstieß und politisch ein Wagnis war. Sie ist die einzige Patronatsgemeinde im Kirchenkreis Harlingerland. Die Schirmherrin ist die Gräfin von Wedel vom Schloss Gödens.

## Beschreibung
Die rechteckige Saalkirche wurde 1695 aus Backsteinen gebaut. An das Kirchenschiff schließt sich im Osten eine halbrunde Apsis an. Der jetzige quadratische Kirchturm im Westen wurde erst 1714 angebaut. Er ist bedeckt mit einer glockenförmigen Haube, auf der eine offene achtseitige Laterne sitzt. Der Turm hat nach Westen ein rundbogiges Portal zwischen Pilastern aus Sandstein, über dem die Wappen des Burchard Philipp von Frydag und seiner Frau abgebildet sind.
In der Kirche befindet sich ein hölzernes Taufbecken von 1698. Die Kanzel stammt aus der Zeit um 1700. Das Altarbild, das die Kreuzigung zeigt, entstand 1690. Die Orgel wurde 1796–1798 von Johann Gottfried Rohlfs erbaut und 1990 von der Firma Alfred Führer renoviert und erweitert. Seitdem verfügt sie über 15 Register auf zwei Manualen und Pedal.